# Bécheresse
Bécheresse és un municipi francès situat al departament del Charente i a la regió de la Nova Aquitània. L'any 2007 tenia 231 habitants.

## Demografia

### Població
El 2007 la població de fet de Bécheresse era de 231 persones. Hi havia 84 famílies de les quals 16 eren unipersonals (8 homes vivint sols i 8 dones vivint soles), 36 parelles sense fills, 28 parelles amb fills i 4 famílies monoparentals amb fills.
La població ha evolucionat segons el següent gràfic:
Habitants censats

### Habitatges
El 2007 hi havia 112 habitatges, 92 eren l'habitatge principal de la família, 8 eren segones residències i 12 estaven desocupats. Tots els 112 habitatges eren cases. Dels 92 habitatges principals, 69 estaven ocupats pels seus propietaris, 16 estaven llogats i ocupats pels llogaters i 7 estaven cedits a títol gratuït; 3 tenien dues cambres, 12 en tenien tres, 29 en tenien quatre i 48 en tenien cinc o més. 85 habitatges disposaven pel capbaix d'una plaça de pàrquing. A 36 habitatges hi havia un automòbil i a 47 n'hi havia dos o més.

### Piràmide de població
La piràmide de població per edats i sexe el 2009 era:
| Homes | Edats   | Dones |
| ----- | ------- | ----- |
| 0     | 95 o +  | 0     |
| 0     | 90 a 94 | 4     |
| 8     | 85 a 89 | 4     |
| 0     | 80 a 84 | 0     |
| 0     | 75 a 79 | 0     |
| 4     | 70 a 74 | 8     |
| 12    | 65 a 69 | 4     |
| 4     | 60 a 64 | 8     |
| 0     | 55 a 59 | 0     |
| 20    | 50 a 54 | 0     |
| 4     | 45 a 49 | 16    |
| 8     | 40 a 44 | 12    |
| 8     | 35 a 39 | 0     |
| 8     | 30 a 34 | 0     |
| 4     | 25 a 29 | 12    |
| 4     | 20 a 24 | 4     |
| 4     | 15 a 19 | 8     |
| 8     | 10 a 14 | 0     |
| 0     | 5 a 9   | 0     |
| 0     | 0 a 4   | 0     |

## Economia
El 2007 la població en edat de treballar era de 130 persones, 106 eren actives i 24 eren inactives. De les 106 persones actives 104 estaven ocupades (53 homes i 51 dones) i 2 estaven aturades (2 dones i 2 dones). De les 24 persones inactives 9 estaven jubilades, 6 estaven estudiant i 9 estaven classificades com a «altres inactius».

### Ingressos
El 2009 a Bécheresse hi havia 106 unitats fiscals que integraven 275 persones, la mediana anual d'ingressos fiscals per persona era de 17.533 €.

### Activitats econòmiques
Dels 6 establiments que hi havia el 2007, 2 eren d'empreses de construcció, 1 d'una empresa de comerç i reparació d'automòbils, 1 d'una empresa de serveis, 1 d'una entitat de l'administració pública i 1 d'una empresa classificada com a «altres activitats de serveis».
Dels 2 establiments de servei als particulars que hi havia el 2009, 1 era un electricista i 1 perruqueria.
L'any 2000 a Bécheresse hi havia 19 explotacions agrícoles que ocupaven un total de 996 hectàrees.

## Equipaments sanitaris i escolars
El 2009 hi havia una escola elemental integrada dins d'un grup escolar amb les comunes properes formant una escola dispersa.

## Poblacions més properes
El següent diagrama mostra les poblacions més properes.